# Flores
Flores je ostrov nacházející se v jihovýchodní Asii. Patří k souostroví Malé Sundy. Administrativně patří pod indonéskou provincii Východní Nusa Tenggara. Plocha ostrova je 13 540 km², počet obyvatel dosahoval v roce 2023 téměř dvou milionů (v roce 2003 přes 1,5 mil.). Největší město je Maumere. Převažují katoličtí křesťané, ale např. jih ostrova a správní město Ende má muslimskou většinu.
Ostrov je znám jako naleziště koster hominidů druhu člověk floreský.
Flores je ostrov plný nádherných scenérií, tvořených deštnými pralesy a bohatou exotickou flórou v kombinaci s hornatým terénem. Mezi městy Ende a Maumere se uprostřed ostrova nachází sopka Kelimutu – známá svými třemi jezery, jež mění barvy. Přístavní město Labuan Bajo na západě ostrova slouží jako výchozí bod pro výlety na ostrovy Rinca a Komodo, proslavené tzv. komodskými draky – varany komodskými, největšími žijícími ještěry na světě.
Na ostrově se mluví jazykem, kteří místní lidé nazývají Bahasa Flores. Tento jazyk v sobě nese prvky oficiální indonéštiny a zároveň kulturu a tradice původních obyvatel Floresu. Část obyvatel se hlásí ke katolickému křesťanství, které zde rozšířili portugalští kolonizátoři na začátku 16. století. Značná část obyvatel vyznává též dominantní indonéské muslimské vyznání.  